# Pompeje

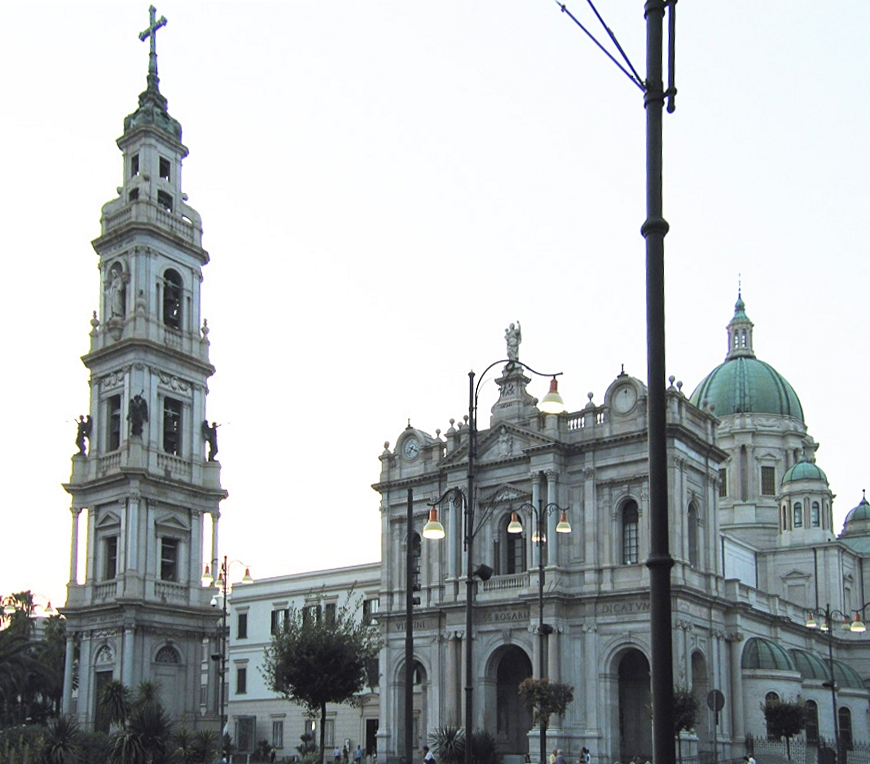
Bazylika w Pompei

Pompeje (wł. Pompei) – miejscowość i gmina we Włoszech, w regionie Kampania, w prowincji Neapol w pobliżu ruin starożytnych Pompejów, założone w 1891 roku.
Według danych na rok 2021 gminę zamieszkiwało 24 233 osób, 1949,51 os./km².
W miejscowości znajduje się Papieskie Sanktuarium Matki Bożej Różańcowej oraz stacja kolejowa Pompei.

## Miasta partnerskie
- Gyeongju
- Latiano
- Lijiang
- Tarragona
- Tel Awiw-Jafa
- Xi’an